# Сан Джорджо деле Пертике
Сан Джо̀рджо деле Пѐртике (на италиански: San Giorgio delle Pertiche; на венециански: San Dordi, Сан Дорди) е град и община в Северна Италия, провинция Падуа, регион Венето. Разположен е на 24 m надморска височина. Населението на общината е 10 205 души (към 2014 г.).